# فهرست اردوگاه‌های کار اجباری نازی
بر پایه دانشنامه اردوگاه‌ها و گتوها، آلمان نازی ۲۳ اردوگاه کار اجباری اصلی (به آلمانی: Stammlager) به همراه اردوگاه‌های اقماری داشت. با در نظر گرفتن اردوگاه‌های اقماری، تعداد کل اردوگاه‌های کار اجباری آلمان نازی به کمینه ۱۰۰۰ عدد می‌رسد؛ اگرچه همهٔ آن‌ها در هر زمان با هم فعالیت نداشتند و در دوره‌های مختلفی شکل گرفتند.

## فهرست اردوگاه‌ها
- اردوگاه کار اجباری آربایتس‌دورف
- آشویتس
  - فهرست اردوگاه‌های زیرمجموعه آشویتس
- اردوگاه کار اجباری برگن-بلزن
  - فهرست اردوگاه‌های زیرمجموعه برگن-بلزن
- اردوگاه مرگ بوخن‌والد
  - فهرست اردوگاه‌های زیرمجموعه بوخن‌والد
- اردوگاه کار اجباری داخائو
  - فهرست اردوگاه‌های زیرمجموعه داخائو
- اردوگاه کار اجباری فلوسنبورگ
  - فهرست اردوگاه‌های زیرمجموعه فلوسنبورگ
- اردوگاه کار اجباری گروس‌روزن
  - فهرست اردوگاه‌های زیرمجموعه گروس‌روزن
- اردوگاه کار اجباری زرتوخن‌بوش
  - فهرست اردوگاه‌های زیرمجموعه زرتوخن‌بوش
- اردوگاه کار اجباری هینزرت
  - فهرست اردوگاه‌های زیرمجموعه هینزرت
- اردوگاه کار اجباری کایزروالد
  - فهرست اردوگاه‌های زیرمجموعه کایزروالد
- اردوگاه کار اجباری کائن
  - فهرست اردوگاه‌های زیرمجموعه کائن
- اردوگاه کار اجباری کراکوف-پلاشوف
  - فهرست اردوگاه‌های زیرمجموعه کراکوف-پلاشوف
- اردوگاه کار اجباری مایدانک
  - فهرست اردوگاه‌های زیرمجموعه مایدانک
- اردوگاه کار اجباری ماوتهاوزن و اردوگاه کار اجباری گوسن
  - فهرست اردوگاه‌های زیرمجموعه ماوتهاوزن
- اردوگاه کار اجباری میتلباو-دورا
  - فهرست اردوگاه‌های زیرمجموعه میتلباو
- اردوگاه کار اجباری ناتزوایلر-استروتهوف
  - فهرست اردوگاه‌های زیرمجموعه ناتزوایلر-استروتهوف
- اردوگاه کار اجباری نوینگامه
  - فهرست اردوگاه‌های زیرمجموعه نوینگامه
- اردوگاه کار اجباری نیدرهاگن
- اردوگاه کار اجباری راونسبروک
  - فهرست اردوگاه‌های زیرمجموعه راونسبروک
- اردوگاه کار اجباری زاخسنهاوزن
  - فهرست اردوگاه‌های زیرمجموعه زاخسنهاوزن
- اشتوتهوف
  - فهرست اردوگاه‌های زیرمجموعه اشتوتهوف
- اردوگاه کار اجباری وایوارا
- ورشو